# Júpiter-37A

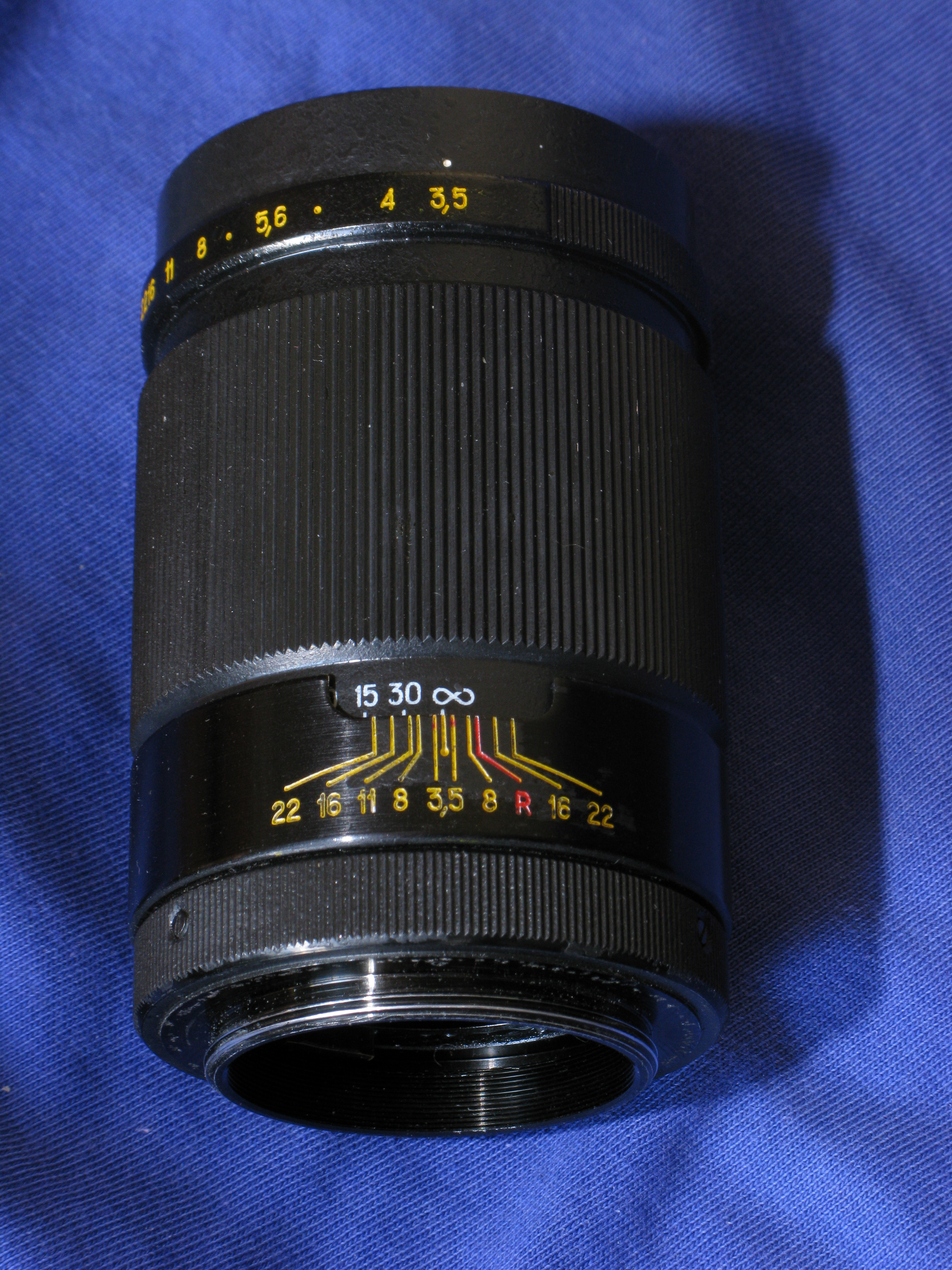
Vista superior del objetivo Júpiter-37A.

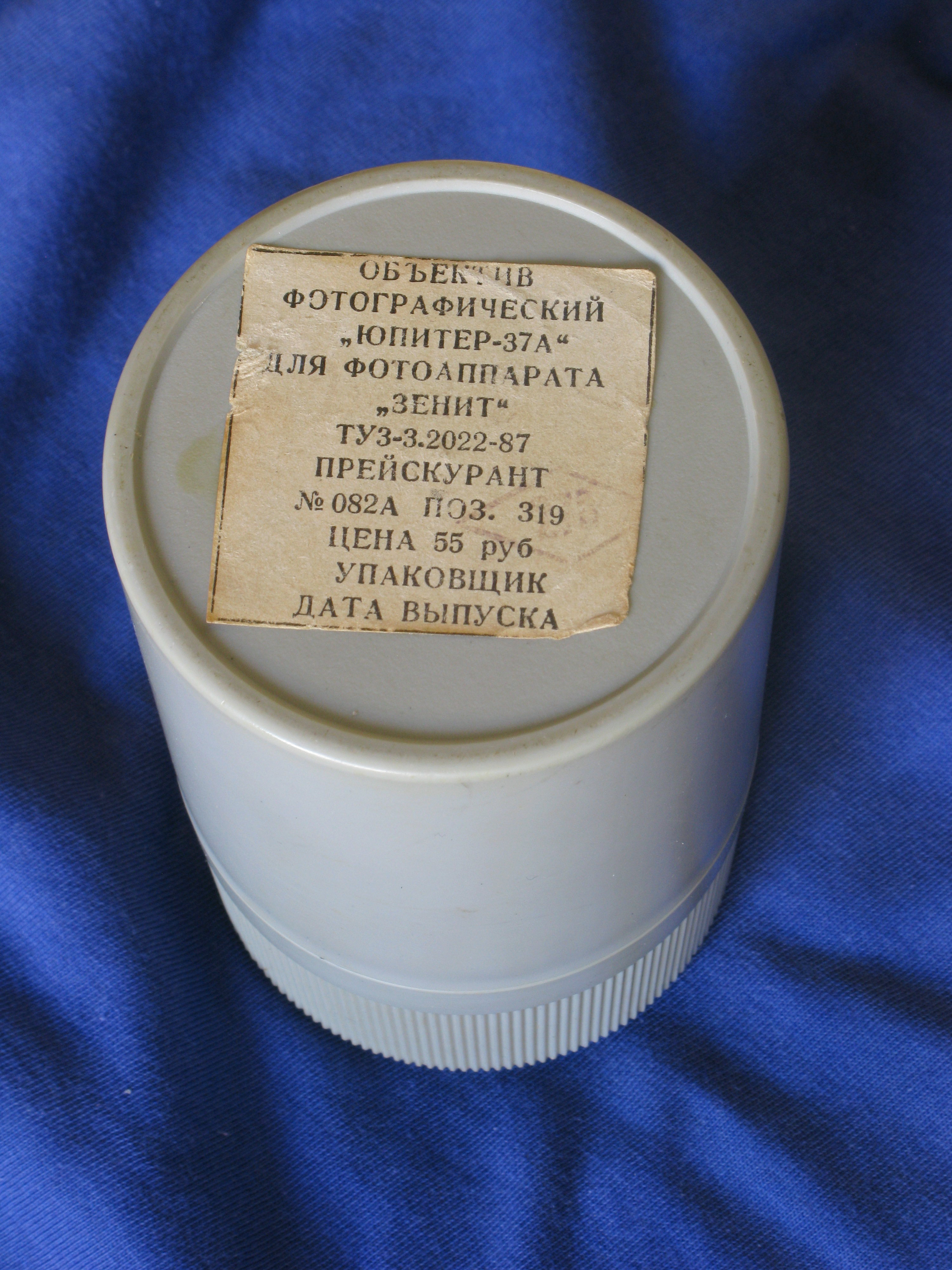
Vista inferior del estuche del objetivo Júpiter-37A 135 mm 3,5.

El Júpiter-37A (en ruso ЮПИТЕР-37A) es un teleobjetivo soviético de 135 mm y f3,5, preset y montura T pero con adaptador a M42, fabricado en la planta de Kazan, de construcción metálica y que es el más popular de los teleobjetivos de las cámaras Zenit. Se presentaba en un estuche plástico y parasol del mismo material. Existen dos versiones principales, una con recubrimiento simple y otra con recubrimiento múltiple.